# Pierre André (maire de Nantes)
Pour les articles homonymes, voir Pierre André et André.
Pierre André, sieur de Champeaulx et du Tertre, fut conseiller du roi et avocat général en la Chambre des comptes et maire de Nantes de 1590 à 1591.

## Biographie
Il est le fils de Mathieu André. Il épouse Marguerite de La Tullaye.